# Polytechnic Stadium
Das Polytechnic Stadium ist ein Stadion im Londoner Stadtteil Chiswick.

## Geschichte
1888 baute Quintin Hogg ein Bootshaus in der Nähe der Chiswick Bridge, das am Ende jeden Jahres für die Regatten der Universitäten genutzt wurde. Als Hogg 1903 starb, wurde durch einen Spendenaufruf das Quintin and Alice Hogg Memorial in Marylebone errichtet und ein Stück Land in Chiswick gekauft. 1936 begannen die Planungen für den Bau eines Stadion auf dem Gelände in Chiswick. Die Gestaltung wurde von Joseph Addison, Leiter der Architektur am Regent Street Polytechnic, übernommen. Das Stadion war die Heimat des Leichtathletikvereins Polytechnic Harriers sowie mehrerer lokaler Vereine und Schulen. Darüber hinaus wurden Meisterschaften der Amateur Athletic Association ausgetragen.
Die Tribüne des Stadions verfügte über eine Kapazität von 658 Plätzen. Inzwischen kann diese aus Sicherheitsgründen nicht mehr genutzt werden und steht unter Denkmalschutz. Im Juli 1944 wurde das Stadion durch einen Bombenangriff beschädigt.
Von 1938 bis 1973 war das Stadion das Ziel des Polytechnic Marathons.
Während der Olympischen Sommerspiele 1948 wurden im Polytechnic Stadium Vorrundenspiele des Hockeyturniers ausgetragen.
Zwischen 1985 und 1990 war es die Heimspielstätte des Rugby-League-Teams Fulham RLFC.